# Vicesecretaría General de Naciones Unidas
La Vicesecretaría General de Naciones Unidas es un cargo creado para ayudar manejar muchas de las responsabilidades administrativas del Secretario General, ayudar a manejar el funcionamiento de la Secretaría, y asegurar la coherencia de los distintos programas y actividades. Fue establecido formalmente por la Asamblea General a finales de 1997.  Desde el 1 de enero de 2017 el cargo está ocupado por Amina J. Mohammed de Nigeria. 

## Funciones
Las responsabilidades generalmente delegadas a la Vicesecretaría General de Naciones Unidas incluyen:
- (a) Ayudar al Secretaría General a manejar los funcionamientos de la Secretaría;
- (b) Actuar para la Secretaría General en la Oficina principal de los Naciones Unidas en la ausencia del Secretario general y en otros casos que pueda decidir el Secretario general;
- (c) Apoyar al Ministerio General asegurando coherencia intersectorial y interinstitucional de actividades y programas y apoyar al Secretario general elevando el perfil y dirección de los Naciones Unidas en las esferas económicas y sociales, incluyendo los esfuerzos adicionales para fortalecer las Naciones Unidas como un centro principal para la política del desarrollo y la asistencia al desarrollo,;
- (d) Representar al Ministerio General en las conferencias, funciones y ceremoniales oficiales y otras ocasiones que pueda decidir el Secretario general;
- (e)Emprender tales asignaciones que pueda decidir el Secretario general;

La dirección titular en la Oficina de la Vicesecretaria General es un observador del Grupo de Desarrollo de Naciones Unidas.

## Nómina
| N.º | Vicesecretario General | Imagen | País        | Período                                      | Secretario General |
| --- | ---------------------- | ------ | ----------- | -------------------------------------------- | ------------------ |
| 1   | Louise Fréchette       |        | Canadá      | 2 de marzo de 1998 – 1 de abril de 2006      | Kofi Annan         |
| 2   | Mark Malloch Brown     |        | Reino Unido | 1 de abril de 2006 – 31 de diciembre de 2006 | Kofi Annan         |
| 3   | Asha-Rose Migiro       |        | Tanzania    | 5 de febrero de 2007 – 1 de julio de 2012    | Ban Ki-moon        |
| 4   | Jan Eliasson           |        | Suecia      | 1 de julio de 2012 – 31 de diciembre de 2016 | Ban Ki-moon        |
| 5   | Amina J. Mohammed      |        | Nigeria     | 1 de enero de 2017 – en el cargo             | António Guterres   |